# 1131
| [ Edytuj tabelę ]          |                                                                                |
| Książę Polski              | - 1102 Bolesław Krzywousty 1138                                                |
| Król Angkoru               | - 1113 Surjawarman II 1150                                                     |
| Król Anglii                | - 1100 Henryk I 1135                                                           |
| Król Aragonii i Nawarry    | - 1104 Alfons I Waleczny 1134                                                  |
| Hrabia Barcelony           | - 1082 Rajmund Berengar III Wielki 1131 - 1131 Rajmund Berengar IV Święty 1162 |
| Książę Bawarii             | - 1126 Henryk X Pyszny 1139                                                    |
| Książę Burgundii           | - 1102 Hugo II 1143                                                            |
| Cesarz Bizancjum           | - 1118 Jan II Komnen 1143                                                      |
| Cesarz Chin                | - 1127 Song Gaozong 1162                                                       |
| Książę Czech               | - 1125 Sobiesław I 1140                                                        |
| Król Danii                 | - 1104 Niels Stary 1134                                                        |
| Władca Egiptu              | - 1130 Al-Hafiz 1149                                                           |
| Król Francji               | - 1108 Ludwik VI Gruby 1137                                                    |
| Król Gruzji                | - 1125 Dymitr I 1156                                                           |
| Hrabia Holandii            | - 1121 Dirk VI 1157                                                            |
| Cesarz Japonii             | - 1123 Sutoku 1141                                                             |
| Kalif                      | - 1118 Al-Mustarszid 1135                                                      |
| Król Kastylii              | - 1126 Alfons VII 1157                                                         |
| Wielki książę Kijowa       | - 1125 Mścisław I Harald 1132                                                  |
| Patriarcha Konstantynopola | - 1111 Jan IX Agapet 1134                                                      |
| Władca Korei               | - 1122 Injong 1146                                                             |
| Państwo Almorawidów        | - 1106 Ali ibn Jusuf 1143                                                      |
| Król Norwegii              | - 1130 Harald IV Gille 1136 - 1130 Magnus IV Ślepy 1135                        |
| Książę Obodrzyców          | - 1129 Kanut Lavard 1131 - 1131 Niklot 1160                                    |
| Hrabia Palatynatu          | - 1129 Wilhelm z Ballenstadt 1139                                              |
| Papież                     | - 1130 Innocenty II 1143                                                       |
| Hrabia Portugalii          | - 1112 Alfons I Zdobywca 1139                                                  |
| Sułtan Rumu                | - 1116 Masud I 1156                                                            |
| Książę Rusi halickiej      | - 1124 Iwan I 1141                                                             |
| Książę Saksonii            | - 1127 Henryk II Pyszny 1138                                                   |
| Sułtan Wielkich Seldżuków  | - 1118 Ahmad Sandżar 1157                                                      |
| Król Szkocji               | - 1124 Dawid I Szkocki 1153                                                    |
| Król Szwecji               | - 1130 Swerker I Starszy 1156                                                  |
| Doża Wenecji               | - 1130 Pietro Polani 1148                                                      |
| Król Węgier                | - 1116 Stefan II 1131 - 1131 Bela II Ślepy 1141                                |

Rok 1131 / MCXXXI
stulecia: XI wiek ~
XII wiek ~
XIII wiek

lata: 1121 «
1126 «
1127 «
1128 «
1129 «
1130 «
1131
» 1132
» 1133
» 1134
» 1135
» 1136
» 1141

## Wydarzenia w Polsce
- Nieudana wyprawa Bolesława III Krzywoustego na Węgry, zmierzająca do poparcia przychylnego Polsce kandydata na tron.

## Wydarzenia na świecie
- 7 stycznia – książę Jutlandii i Szlezwiku Kanut Lavard został zamordowany przez swoich kuzynów Magnusa Silnego i Henryka Skadelaara w zasadzce zorganizowanej w lesie koło Haraldstedu na Zelandii.
- 28 kwietnia – Bela II został koronowany na króla Węgier.

- Fulko V został królem Jerozolimy.
- Walki wewnętrzne w Danii.

## Urodzili się
- 14 stycznia – Waldemar I Wielki, król Danii (zm. 1182)
- Władysław II węgierski – król Węgier z dynastii Arpadów (zm. 1163)

## Zmarli
- 7 stycznia – Kanut Lavard, duński książę i święty (ur. 1096)
- 1 marca – Stefan II, król Węgier (ur. 1101)
- grudzień – Omar Chajjam, perski poeta, astronom, filozof, lekarz i matematyk (ur. 1048)